# Pennzoil Place
Il Pennzoil Place è un insieme di due torri di 36 piani situato nel centro di Houston, Texas, Stati Uniti. Progettato da Philip Johnson e John Burgee, è stato costruito nel 1975 ed è noto per il suo design innovativo. Ospitava la sede della compagnia petrolifera Pennzoil.